# Буревой, Кость Степанович
Кость Степанович Буревой (настоящее имя — Константин Степанович Сопляков; 2 [14] августа 1888 — 15 декабря 1934) — советский украинский поэт, драматург, театровед и литературный критик, переводчик. Революционный деятель.
Участник литературной дискуссии 1925—1928 годов и автор брошюры «Европа или Россия — о путях развития современной литературы».
Публиковался под псевдонимами Эдвард Стриха, Кость Соколовский, Варвара Жукова, Нахтенборенг, К. Сопляк, К. Б., Клим Буревой.
Жертва сталинских репрессий (приговорён к смерти, расстрелян после процесса 13—15 декабря 1934 года).

## Биография
Кость Буревой родился 2 августа 1888 года в селе Большие Меженки, Воронежская губерния, в украинской семье (Восточная Слобожанщина). Рос в русскоязычной среде. Отец Костя — Степан — имел много детей и мало земли. Поэтому Кость смог окончить только сельскую четырёхлетку. Дальнейшее образование получал самостоятельно, преимущественно в тюрьме и на каторге. К. Буревой стал членом российской Партии социалистов-революционеров и корреспондентом нелегальных российских эсеровских газет уже в 15-летнем возрасте (Воронеж был признанным центром эсеровского движения, зато информация о деятельности украинских политических организаций на эти земли почти не поступала). Во время первой ссылки за революционную деятельность товарищи К. Буревого по неволе (преимущественно студенты), которые были в восторге от таланта простого сельского парня, помогли ему подготовиться к гимназическому экзамену на аттестат зрелости. Тогда же он выучил польский и французский языки. Всё время, что провёл в местах лишения свободы, много читал. После второй ссылки учился на Высших коммерческих курсах в Петербурге.
Буревой был активным деятелем обеих революций — 1905 и 1917 годов. В 1905 году впервые арестован по обвинению в участии в аграрных беспорядках. Арест приблизил Костя к подполью и к участию в покушении на воронежского генерал-губернатора. В 1907 году Кость стал членом Острогожского уездного комитета ПСР. В 1911 году Буревого арестовали во второй раз, на скамье подсудимых он сидел среди 300 крестьян. Приговором суда сослан в Олонецкую губернию на остров Большой Куганаволок. Из ссылки поехал не домой, а в Петербург, где сдал экзамены на аттестат зрелости и выполнял ответственную работу в полулегальной газете «Мысль». В июле 1914 года — третий арест. Сначала Петербургская тюрьма, потом ссылка на Енисее (Восточная Сибирь). Оттуда К. Буревой сбежал с помощью Григория Петровского (будущий лидер УССР). Красноярск, Москва, и снова Петербург, где он стал организатором рабочего обеспечения — больниц, страхкасс, забастовочных комитетов. В подполье Буревой постоянно менял паспорта, места жительства, фамилии. Участвовал в подготовке покушения на Кабинет министров. В то же время Буревой учился на высших коммерческих курсах. В октябре 1916 года — четвёртый арест и ссылка в Сибирь на 5 лет. Длинные арестантские этапы, тот же Туруханский тракт и сибирская тайга. Подготовку нового побега «сорвала» Февральская революция 1917 года.
В марте К. Буревой по амнистии вернулся домой. С весны до осени 1917 года Буревой находился в Воронеже, где выполнял обязанности председателя совета рабочих солдатских и крестьянских депутатов, члена губкома ПСР, депутата Всероссийского учредительного собрания, члена бюро эсеровской фракции Собрания. Четвёртый съезд ПСР в декабре 1917 года избрал его членом Центрального комитета Партии социалистов-революционеров. Сперва боролся против большевистского режима, стал одним из руководителей восстания в Поволжье. В это время Буревой работал в самарском комитете членов Учредительного собрания. В борьбе с имперско-реставраторскими наклонностями антибольшевистской оппозиции Буревой с единомышленниками, считавшими Колчака и «белых» большей угрозой, чем «красные», организовал группу «меньшинство ПСР», которая просуществовала до 1922 года. Входил в Центральное организационное бюро МПСР (с В. К. Вольским, И. С. Дашевским, Л. А. Либерманом и И. Н. Смирновым).
В это время Буревого впервые арестовали органы ЧК. Убедившись, что демократические силы не могут противостоять режиму на границе 1922—1923 годов, Буревой прекратил активную политическую деятельность. В этот период он закончил книги «Колчаковщина», «Поэт белого знамени», «Распад». Некоторое время писатель работал редактором-экономистом в «Сельхозсоюзе», откуда вышел на пенсию по инвалидности из-за туберкулёза костей.
Семью (жену Клавдию и дочь Оксану) содержал только за счёт литературных гонораров. В 1925 в «Красном пути» появился отрывок из его романа «Хамы», а также очерки о жизни многочисленной украинской колонии в Москве, об Украинском клубе, о связанной с театром «Березиль» Украинской театральной студии (в ней Кость Буревой преподавал историю театра), об организации «Село и город», в создании которой Буревой сыграл ведущую роль. К. Буревой требовал, чтобы правительство РСФСР взяло на бюджет культурные учреждения украинского меньшинства в Москве, как сделало правительство УССР для российского меньшинства. В 1925 году, далёкий от истинного понимания украинского вопроса, К. Буревой вмешался в литературную дискуссию, написав книгу «Европа или Россия», где выступил оппонентом Хвылевого, упрекая последнего в идеализации Европы и недооценке достоинств русской художественной литературы. Эта работа вызвала решительный протест Миколы Хвылевого (его памфлет «Апологеты писаризму»).
Объектом бескомпромиссной сатиры Буревого стал панфутуризм, лидером которого был Михайль Семенко. Панфутуристы тогда выступали против неоклассиков и ВАПЛИТЕ, как «буржуазных националистов», ещё с большим упорством, чем партия. В пародийной «Зозендропии» Кость Буревой вывел мифический образ Эдварда Стрихи — тип советского карьериста, который ездит дипкурьером правительства СССР по линии Москва — Париж и пишет ультралевые коммунистически футуристические стихи. Этот персонаж сочетает в себе качества беспардонного наглеца и жалкого приспособленца к требованиям компартии, «оплёвывателя» всех ценностей и мастера саморекламы. Полная пустота Э. Стрихи дополняется страшной шумностью, примитивизм — претензией на сверхсовременную «европейскость», безграничным эгоизмом и эгоцентризмом — большим желанием делать революции и улучшать общество. Формально это была пародия на «коммункультовский панфутуризм», фактически же — сатирическая пародия на большевистский строй и пропагандируемую им «пролетарскую» литературу и критику. Своё произведение автор подписал именем литературного образа — Эдвард Стриха. Примечательно, что М. Семенко поверил, будто Эдвард Стриха реальный футурист и дипкурьер, а не вымышленный герой, и на протяжении 1927—1928 годов печатал в своём журнале сокрушительные пародии на самого себя.
Со временем из-под пера «Эдварда Стрихи» появились и другие острые сатирические произведения: театральные ревю для «Березоля»: «Опортуния» (1930) и «Четыре Чемберлена» (1931). Последние произведения не остались незамеченными в ЦК партии, и партийная критика начала методически развенчивать отступника от партийной линии — «Э. Стриху». Когда же выяснилось, что Э. Стрихи, как такого, собственно и не существует, К. Буревой, чтобы вывести из-под удара коллег-журналистов, был вынужден выступить с самокритичным заявлением. Оно называлось «Автоэкзекуция», и оно было подписано тем же псевдонимом — «Эдвард Стриха». Так, во времена поголовной самокритики, появляется пародия на неё.
В драме «Павел Полуботок» (закончена в 1928 году) освещён трагический период в истории Украины, наступивший после выступления гетмана Мазепы против политики Московии. Гетман Полуботок, который пытался быть равноправным союзником Москвы, на глазах царя умирает в петербургской тюрьме со словами: «О! Я теперь хорошо знаю, что воля содержится на конце сабли!» Такой наглости Буревою простить не могли. Он был лишён всех заработков, а пресса активно готовила общественное мнение к аресту писателя.
В 1932—1933 годах писатель тщетно пытался найти работу на Украине. Время от времени под псевдонимами «Варвара Жукова» или «Нахтенборенг» ему удалось напечатать какие-то мелкие статьи, а в ящиках накапливались новые труды о театре и драматургии, без надежды на публикацию лежали «Мёртвые петли. Тюремные мемуары». Давление власти и бедность стали слишком ощутимыми, и в сентябре 1934 года Буревой оставил семью в Харькове и поехал в Москву в поисках заработка и спасения от ареста. В октябре семья получила от него письмо, после чего несколько месяцев о его судьбе дома ничего не знали. В итоге 11 декабря в большинстве советских газет появилось правительственное сообщение об аресте украинской группы «террористов-белогвардейцев». Тех самых 28 человек, среди которых наряду с К. Буревоем были упомянуты фамилии Олексы Влызько, Григория Косынки, Дмитрия Фальковского и других. 13—15 декабря 1934 года выездной сессией Военной коллегии Верховного суда СССР в Киеве по обвинению «в организации подготовки террористических актов против работников Советской власти» К. Буревой был приговорён к расстрелу.
Приговор приведён в исполнение 15 декабря 1934 года в Октябрьском дворце Киева. Похоронен в братской могиле на Лукьяновском кладбище.
В 1949 году его семья эмигрировала в США, где его дочь Оксана Буревой-Яценко выдала отдельным сборником часть спасённого творческого наследия отца.

## Сочинения
- Тюремные песни. — Воронеж : Воронеж. ком. Партия социалистов-революционеров, 1917. — 32 с.
- Колчаковщина — Москва : Гос. изд-во, 1919. — 40 с.
- Крестьянские нужды и сельскохозяйственная кооперация. — Москва, 1923. — 88 с. : ил.
- Распад : [Сборник статей] — [Москва] : Новая Москва, 1923. — 135 с.